# Helmutkunzia hartmannorum
Helmutkunzia hartmannorum är en kräftdjursart som först beskrevs av Kunz 1971.  Helmutkunzia hartmannorum ingår i släktet Helmutkunzia och familjen Diosaccidae. Inga underarter finns listade i Catalogue of Life.